# Piotr Dembiński z Piotrkowic i Konar
Piotr Dembiński (Dębieński) z Piotrkowic i Konar herbu Rawicz (zm. w 1560 roku) – burgrabia krakowski w latach 1556-1560, sekretarz królewski w 1555 roku, sędzia krakowski w latach 1545-1560, podstarości krakowski w 1541 roku, sędzia grodzki krakowski w 1543 roku, komornik graniczny w 1539 roku.
Poseł na sejm piotrkowski 1550 roku, sejm krakowski 1553 roku z województwa krakowskiego.